# Albert von der Aa
Pour les articles homonymes, voir Aa.
Albert von der Aa, né le 19 janvier 1894 à Vevey et mort le 10 juillet 1978 à Lausanne, est une personnalité politique suisse, membre du Parti socialiste. Il est député du canton de Vaud au Conseil national de 1943 à 1946.

## Biographie
Albert von der Aa naît le 19 janvier 1894 à Vevey. Protestant, originaire de Meienberg (canton d'Argovie), il est le fils d'Auguste von der Aa (typographe, puis directeur des abattoirs de Vevey et député socialiste) et le frère d'Auguste von der Aa, député du parti ouvrier populaire de 1945 à 1949 et de 1957 à 1961. Il épouse Laura Delhorbe puis, en secondes noces, sa sœur Yvonne Delhorbe, filles de Charles Delhorbe, professeur à l'université de Lausanne, et sœurs de Florian Delhorbe, écrivain et député socialiste.
Après une licence en sciences sociales à l'Université de Lausanne, Albert von der Aa devient journaliste. Il est le rédacteur en chef du quotidien socialiste Le Droit du Peuple de 1924 jusqu'à son interdiction par le Conseil fédéral en 1940, et du journal Le Peuple de 1939 à 1946.
Il est conseiller communal (législatif) socialiste de Lausanne de 1925 à 1945 (président en 1943), puis député au Grand Conseil de 1930 à 1966. Il en est le président en 1953. Élu conseiller national en 1943, il démissionne en 1946 pour entrer à la Municipalité de Lausanne (exécutif), où il dirige les Services industriels jusqu'en 1949, puis les Œuvres sociales jusqu'à sa retraite, en 1961.